# Val de Blore
Pour les articles homonymes, voir Blore.
Le val de Blore est une vallée latérale de la vallée de la Tinée permettant une communication avec celle de la Vésubie, deux affluents du Var, dans le département des Alpes-Maritimes.
Les différents villages du val de Blore forment une commune unique du nom de Valdeblore, dans le département des Alpes-Maritimes, région Provence-Alpes-Côte d'Azur.